# Claude Marie Joseph Dumarché-Bolozon
Claude Marie Joseph Dumarché-Bolozon est un homme politique français né le 29 octobre 1765 à Marboz (Ain) et mort le 6 décembre 1849 à Bourg-en-Bresse (Ain).

## Biographie
Officier d'artillerie, il se retire ensuite à Bourg-en-Bresse. Il est député de l'Ain de 1822 à 1827, siégeant à droite.

## Sources
- « Claude Marie Joseph Dumarché-Bolozon », dans Adolphe Robert et Gaston Cougny, Dictionnaire des parlementaires français, Edgar Bourloton, 1889-1891 [détail de l’édition]